# Punta Gorda, Belize
Punta Gorda är en distriktshuvudort i  Belize.   Den ligger i distriktet Toledo, i den södra delen av landet, 130 km söder om huvudstaden Belmopan. Punta Gorda ligger 8 meter över havet och antalet invånare är 5 205.
Terrängen runt Punta Gorda är platt. Havet är nära Punta Gorda åt sydost. Trakten är glest befolkad. Det finns inga andra samhällen i närheten.